# Comuna Beidaud, Tulcea
Beidaud este o comună în județul Tulcea, Dobrogea, România, formată din satele Beidaud (reședința), Neatârnarea și Sarighiol de Deal.

## Personalități născute la Beidaud
- Vicho Dikov - general bulgar
- Sirma Guci - poet, textier și compozitor de muzică aromână

## Demografie
Componența etnică a comunei Beidaud
     Români (94,68%)
     Alte etnii (1%)
     Necunoscută (4,32%)
Componența confesională a comunei Beidaud
     Ortodocși (95%)
     Alte religii (0,5%)
     Necunoscută (4,5%)
Conform recensământului efectuat în 2021, populația comunei Beidaud se ridică la 1.599 de locuitori, în scădere față de recensământul anterior din 2011, când fuseseră înregistrați 1.608 locuitori. Majoritatea locuitorilor sunt români (94,68%), iar pentru 4,32% nu se cunoaște apartenența etnică. Din punct de vedere confesional, majoritatea locuitorilor sunt ortodocși (95%), iar pentru 4,5% nu se cunoaște apartenența confesională.

## Politică și administrație
Comuna Beidaud este administrată de un primar și un consiliu local compus din 11 consilieri. Primarul, Mihai Culina[*], de la Partidul Social Democrat, este în funcție din octombrie 2020. Începând cu alegerile locale din 2024, consiliul local are următoarea componență pe partide politice:
|  | Partid                     | Consilieri | Componența Consiliului | Componența Consiliului | Componența Consiliului | Componența Consiliului | Componența Consiliului | Componența Consiliului | Componența Consiliului |
|  | -------------------------- | ---------- | ---------------------- | ---------------------- | ---------------------- | ---------------------- | ---------------------- | ---------------------- | ---------------------- |
|  | Partidul Social Democrat   | 7          |                        |                        |                        |                        |                        |                        |                        |
|  | Partidul Național Liberal  | 3          |                        |                        |                        |                        |                        |                        |                        |
|  | Alianța Național Țărănistă | 1          |                        |                        |                        |                        |                        |                        |                        |